# Odontella lamellifer
Odontella lamellifer är en urinsektsart som först beskrevs av Axelson 1903.  Odontella lamellifer ingår i släktet Odontella, och familjen Odontellidae. Arten är reproducerande i Sverige.